# MOL Aréna Sóstó
MOL Aréna Sóstó – stadion piłkarski w Székesfehérvárze, na Węgrzech. Został wybudowany w latach 2016–2018 w miejscu dawnego Sóstói Stadion i otwarty 11 sierpnia 2018 roku. Może pomieścić 14 201 widzów. Swoje spotkania rozgrywają na nim piłkarze klubu Fehérvár FC.
W grudniu 2015 roku Videoton FC rozegrał na starym Sóstói Stadion swoje ostatnie spotkanie. W 2016 roku ruszyła przebudowa obiektu, a klub tymczasowo wyprowadził się na Pancho Arénę w Felcsúcie. Początkowo planowano zachować trybunę główną starego stadionu, jednak w trakcie prac okazało się, że istnieją problemy z jej stabilnością i ostatecznie zdecydowano się na rozbiórkę i budowę nowej trybuny głównej od podstaw. Budowę ukończono we wrześniu 2018 roku, a pierwszy mecz na nowym stadionie rozegrano 21 listopada 2018 roku.